# Andra söndagen i advent
Andra söndagen i advent eller andra advent är en av söndagarna i adventsfastan. Den infaller den söndag som infaller 4–10 december. Den liturgiska färgen är blå.

## Svenska kyrkan

### Texter
Söndagens tema enligt 2003 års evangeliebok, Svenska kyrkan är Guds rike är nära. De bibeltexter som används för att belysa dagens tema är:
| Första årgången                                        | Andra årgången                                                | Tredje årgången                                                  | Psaltarpsalm      |
| Mika 4:1-4 Romarbrevet 15:4-7 Lukasevangeliet 21:25-36 | Jesaja 35:1-10 Jakobsbrevet 5:7-11 Matteusevangeliet 13:31-34 | Jeremia 33:14-16 Hebreerbrevet 10:32-39 Markusevangeliet 1:14-15 | Psaltaren 85:9-14 |